# Via Labicana

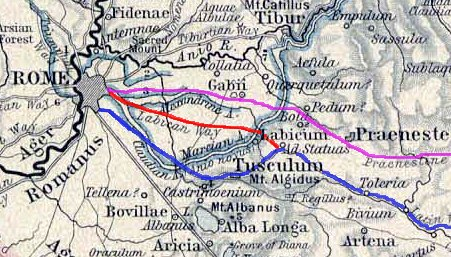
Op deze plattegrond wordt de Via Labicana in rood aangegeven

De Via Labicana was een heerweg uit de Romeinse tijd en liep vanuit Rome in zuidoostelijke richting.

## Geschiedenis
Het bestond waarschijnlijk al sinds de prehistorie als een pad. De eerste historische getuigenis dateert uit 418 voor Christus, toen de dictator Quinto Servilio Prisco de stad Labicum veroverde (tegenwoordig Monte Compatri).
Via Labicana ontstond als een alternatieve route voor de oude Via Latina. In feite kwamen de twee wegen samen op het punt Ad Bivium ten westen van de Algidus mons-pas (vandaag de berg Artemisio). Maar terwijl de afstand tot Rome hetzelfde bleef, volgde de Via Labicana een route die zelden met sneeuw was bedekt.
De Romeinse keizer Didius Julianus werd begraven op de 5e mijl aan de Via Labicana na te zijn geëxecuteerd in het jaar 193.

## Catacomben
In Rome liggen verschillende catacombecomplexen aan de Via Labicana, te weten:
- Hypogeum van de Aurelii
- Catacombe van Sint-Castulus
- Anonieme catacombe van Vigna Apolloni (joods)
- Catacombe van Marcellinus en Petrus (of Catacombe ad duas lauros)
- Catacombe van Sint-Zotico